# Distretto di Zanzan
Il distretto di Zanzan è uno dei quattordici distretti della Costa d'Avorio. Ha per capoluogo la città di Bondoukou ed è suddiviso nelle due regioni di Bounkani e Gontougo.
La popolazione censita nel 2014 era pari a 934.352 abitanti.